# Pré carré

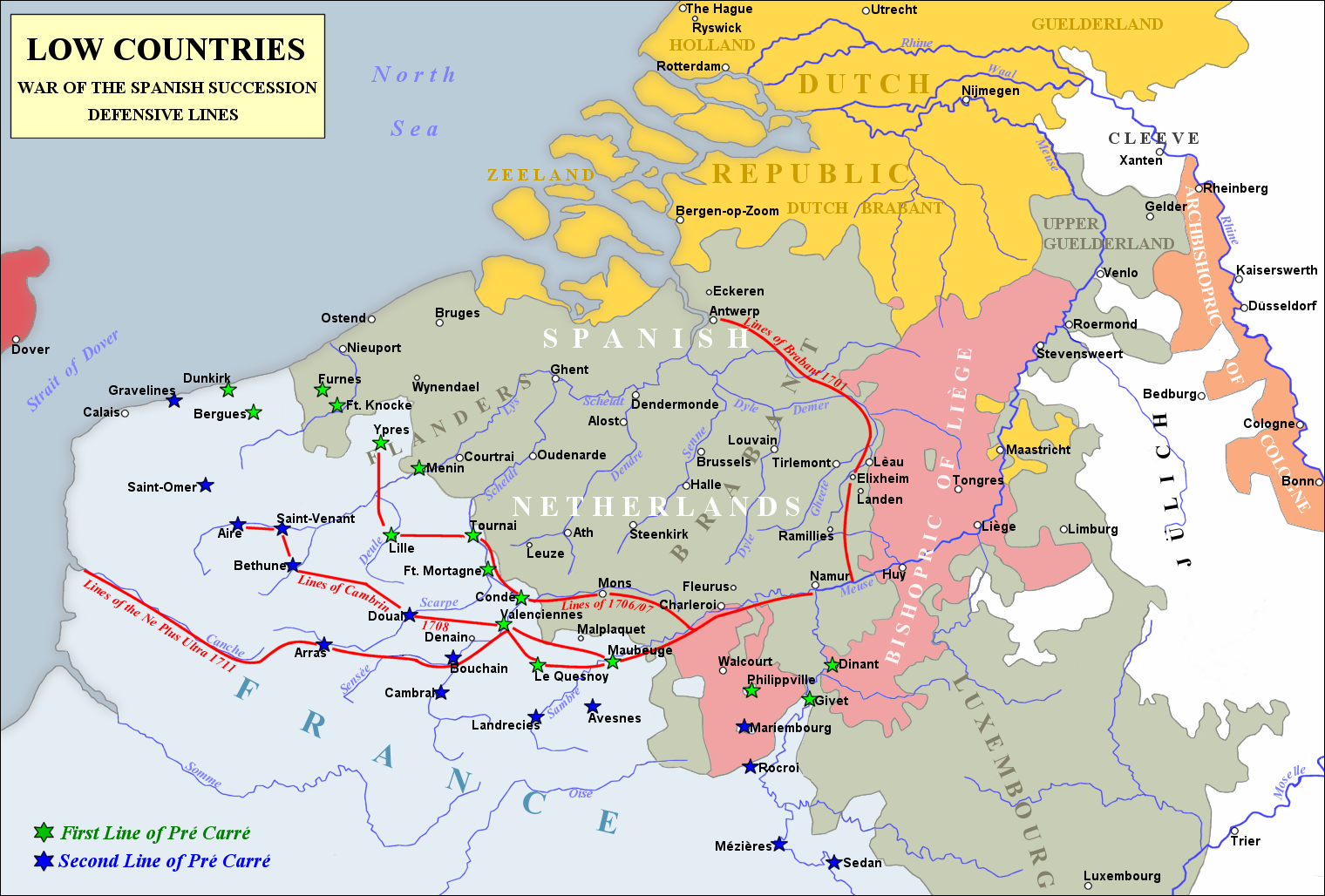

Der Pré carré (wörtlich „quadratische Wiese“, sinngemäß „Hinterhof“) ist eine doppelte Linie von Festungsstädten zum Schutz der im 17. Jahrhundert in den Eroberungskriegen unter Ludwig XIV. (Pyrenäenfriede 1659, Friede von Nimwegen 1678/1679, Frieden von Rijswijk 1697) nach Norden vorgeschobenen Grenze von Frankreich gegen die spanischen Niederlande. Der Begriff wurde von Sébastien Le Prestre de Vauban 1673 (in einem Brief an François Michel Le Tellier de Louvois) mit den Worten Sérieusement, Monseigneur, le roi devrait un peu songer à faire son pré carré verwendet. Im Barrieretraktat wurden der Republik der Sieben Vereinigten Provinzen ab 1709 Besatzungsrechte an einem Teil der Festungen eingeräumt, die bis 1781 bestanden.

## Das Festungssystem

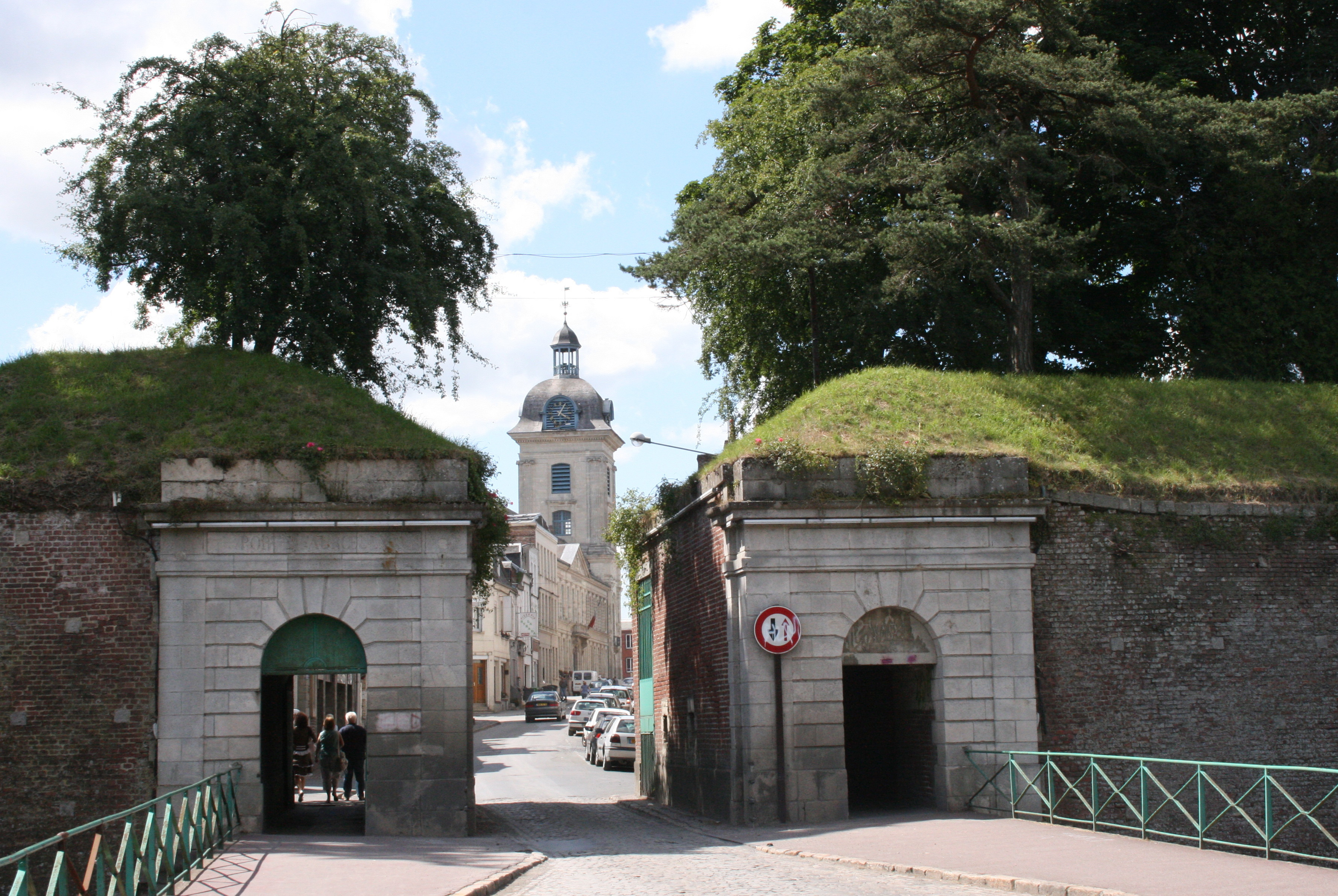
Die Porte Fauroeulx in Le Quesnoy

Das System setzt sich aus zwei Linien von Festungsstädten zusammen. Die erste Linie („ligne“) umfasst die – heute teilweise belgischen – Festungsstädte (nicht mehr vorhandene Festungsanlagen mit (-) gekennzeichnet) Dünkirchen (-), Bergues, Veurne (Furnes) (-), Fort Knokke (-), Ypern (-), Menen (Menin) (-), Lille, Tournai (-), Mortagne-du-Nord (-), Condé-sur-l’Escaut, Valenciennes (-), Le Quesnoy, Maubeuge, Philippeville, Dinant, Givet (Fort Charlemont). Die zweite Linie erstreckt sich etwas südlich von der ersten und umfasst die Festungsstädte Gravelines, Saint-Omer (-), Aire-sur-la-Lys (-), Saint-Venant (-), Béthune, Arras, Douai (-), Bouchain (-), Cambrai, Landrecies (-), Avesnes-sur-Helpe, Mariembourg, Rocroi und Mézières.